# Finale de la Coupe d'Europe des vainqueurs de coupe 1963-1964
La finale de la Coupe d'Europe des vainqueurs de coupe 1963-1964  est la 4e finale de la Coupe d'Europe des vainqueurs de coupe. Elle voit s'opposer le 13 mai 1964 le club portugais du Sporting Portugal au club hongrois du MTK Budapest. 
La finale a lieu au Stade du Heysel à Bruxelles. Après une première rencontre conclue par un match nul, un match d'appui doit être joué pour déterminer le vainqueur de la compétition. Il a eu lieu au Bosuilstadion à Anvers le 15 mai 1964.

## Parcours des finalistes
Note : dans les résultats ci-dessous, le score du finaliste est toujours donné en premier (D : domicile ; E : extérieur).
| Sporting CP        | Sporting CP | Sporting CP | Sporting CP | Sporting CP |                     | MTK Budapest   | MTK Budapest | MTK Budapest | MTK Budapest | MTK Budapest |
| ------------------ | ----------- | ----------- | ----------- | ----------- | ------------------- | -------------- | ------------ | ------------ | ------------ | ------------ |
| Adversaire         | Total       | Aller       | Retour      | Appui       |                     | Adversaire     | Total        | Aller        | Retour       | Appui        |
| Atalanta Bergame   | 6–4         | 0–2 (E)     | 3-1 ap (D)  | 3-1 ap      | Premier tour        | Slavia Sofia   | 2-1          | 1-0 (D)      | 1-1 (E)      |              |
| APOEL Nicosie      | 18-1        | 16-1 (D)    | 2-0 (E)     |             | Huitièmes de finale | Motor Zwickau  | 2-1          | 0-1 (E)      | 2-0 (D)      |              |
| Manchester United  | 6-4         | 1-4 (E)     | 5-0 (D)     |             | Quarts de finale    | Fenerbahçe     | 4-3          | 2-0 (D)      | 1-3 ap (E)   | 1-0          |
| Olympique Lyonnais | 2-1         | 0-0 (E)     | 1-1 ap (D)  | 1-0         | Demi-finales        | Celtic Glasgow | 4-3          | 0-3 (E)      | 4-0 (D)      |              |

## Matchs

### Première finale
| 13 mai 1964 | Sporting Portugal                     | 3 - 3 ap       | MTK Budapest                          | Stade du Heysel, Bruxelles                        |                                                   |
| 19h30 CEST  | Mascarenhas 40e · Figueiredo 48e, 81e | (1 - 1, 3 - 3) | 19e Sándor · 70e 72e István Kuti (hu) | Spectateurs : 3 208 Arbitrage : Lucien van Nuffel | Spectateurs : 3 208 Arbitrage : Lucien van Nuffel |
| 19h30 CEST  | Rapport                               |                |                                       | Spectateurs : 3 208 Arbitrage : Lucien van Nuffel | Spectateurs : 3 208 Arbitrage : Lucien van Nuffel |

|  |  |

| GK                | 1  | Joaquim Carvalho   |
| DF                | 2  | Pedro Gomes        |
| DF                | 5  | Alexandre Baptista |
| DF                | 4  | José Carlos        |
| DF                | 3  | João Morais        |
| MF                | 6  | Fernando Mendes    |
| MF                | 7  | Geo Carvalho       |
| MF                | 8  | Mascarenhas        |
| MF                | 11 | Osvaldo Silva      |
| FW                | 10 | Ernesto Figueiredo |
| FW                | 9  | Bé Bocaleri        |
| Entraîneur :      |    |                    |
| Anselmo Fernández |    |                    |

| GK            | 1  | Ferenc Kovalik (hu) |
| DF            | 2  | György Keszei (hu)  |
| DF            | 4  | József Danszky (hu) |
| DF            | 5  | István Jenei (hu)   |
| DF            | 3  | István Nagy         |
| MF            | 6  | Ferenc Kovács       |
| MF            | 7  | Károly Sándor       |
| MF            | 8  | Mihály Vasas        |
| MF            | 11 | László Bödör        |
| FW            | 9  | István Kuti (hu)    |
| FW            | 10 | István Halápi (hu)  |
| Entraîneur :  |    |                     |
| Béla Volentik |    |                     |

### Match d'appui
| 15 mai 1964 | Sporting Portugal | 1 - 0   | MTK Budapest | Bosuilstadion, Anvers                              |                                                    |
| 19h30 CEST  | Morais 20e        | (1 - 0) |              | Spectateurs : 13 924 Arbitrage : Lucien van Nuffel | Spectateurs : 13 924 Arbitrage : Lucien van Nuffel |
| 19h30 CEST  | Rapport           |         |              | Spectateurs : 13 924 Arbitrage : Lucien van Nuffel | Spectateurs : 13 924 Arbitrage : Lucien van Nuffel |

|  |  |

| GK                | 1  | Joaquim Carvalho   |
| DF                | 2  | Pedro Gomes        |
| DF                | 5  | Alexandre Baptista |
| DF                | 4  | José Carlos        |
| DF                | 3  | João Morais        |
| MF                | 6  | Fernando Mendes    |
| MF                | 7  | Geo Carvalho       |
| MF                | 8  | Mascarenhas        |
| MF                | 11 | Osvaldo Silva      |
| FW                | 10 | Ernesto Figueiredo |
| FW                | 9  | José Pérides       |
| Manager :         |    |                    |
| Anselmo Fernández |    |                    |

| GK            | 1  | Ferenc Kovalik (hu) |
| DF            | 2  | György Keszei (hu)  |
| DF            | 4  | József Danszky (hu) |
| DF            | 5  | István Jenei (hu)   |
| DF            | 3  | István Nagy         |
| MF            | 6  | Ferenc Kovács       |
| MF            | 7  | Károly Sándor       |
| MF            | 8  | Mihály Vasas        |
| MF            | 11 | László Bödör        |
| FW            | 9  | István Kuti (hu)    |
| FW            | 10 | István Halápi (hu)  |
| Entraîneur :  |    |                     |
| Béla Volentik |    |                     |